# 平林正樹
平林 正樹（ひらばやし まさき、1946年6月17日 - ）は、日本の実業家。日の出証券社長、大和証券SMBC専務。

## 来歴
東京都出身。1969年 駒澤大学法学部卒業。同年4月、大和証券（現・大和証券グループ本社）入社。1996年取締役、1999年常務、2001年5月大和証券SMBC常務執行役員、同年6月専務。2004年エヌ･アイ･エフベンチャーズ（エヌ・アイ・エフSMBCベンチャーズ）副社長を歴任。
2006年4月、日の出証券顧問。同年6月末、社長に就任。

## 略歴
- 1969年4月 大和証券(現・大和証券グループ本社)入社
- 1996年6月 同社取締役
- 1999年4月 同社常務取締役
- 2001年5月 大和証券SMBC常務執行役員
- 2001年6月 同社代表取締役専務取締役
- 2004年6月 エヌ･アイ･エフベンチャーズ(エヌ・アイ・エフSMBCベンチャーズ)代表取締役副社長[4]
- 2006年4月 日の出証券顧問[5][6]
- 2006年6月 日の出証券社長[7][8]